# 孟慶棠
孟慶棠（1877年—1943年），字澤南、号雅蓀，山東鄒縣人，孟子七十三代孫；清朝末年翰林院世襲五經博士，中華民國第一任亞聖奉祀官、山東省第一屆国民参政会参政员。

## 生平

### 清末民初
孟慶棠生於光绪三年（1877年），是翰林院世襲五經博士孟憲泗第三子，兩位兄長孟慶桓、孟慶榕都早逝無嗣。依明、清慣例，經時任衍圣公孔令貽保舉，孟慶棠在光緒二十年（1894年）代理翰林院五經博士，光緒三十一年（1905年）正式承襲；孟慶棠过继長子繁驥給已故長兄慶桓繼承宗祧，另有一子繁驄。代襲五經博士期間，曾主持纂修《孟子世家流寓支譜》三卷，在黑龍江綏化有藏本。光緒三十四年（1908年），孟慶棠上書請求修葺鄒縣孟庙，但因預算不足擱置；直到前兩廣總督岑春煊等捐款，才籌足資金重修。宣統二年（1910年）孟廟修成，孟慶棠作《重修亞聖廟林感德碑記》立碑紀念。
北洋政府在民國三年（1914年）頒布《崇聖典例》，除保留衍聖公之位，條款中也將清朝世襲五經博士職位改為奉祀官。孔令貽在民國八年（1919年）病逝，側室王寶翠產下一遺腹子孔德成，在翌年（1920年）承襲衍聖公。南京國民政府成立後，在民國十八年（1929年）發生「林廟案」，于心澄、李澄之等十七位左派中國國民黨員聯名提案，建議將曲阜孔庙、孔林和孔府國有化；教育部長蒋梦麟又以孔德成自請取消衍聖公為由，試圖收繳衍聖公印信。提案引發海內外各界紛紛向政府致電抗議，孟慶棠時任鄒縣政府各局長商會會長，因為經商緣故在四氏（孔、顏、曾、孟）奉祀官中家庭經濟狀況最富裕；他連同山東幾個州縣的商會及团练多方代表，先後以全體縣民名義電請政府撤銷提案。
另一方面，日本在昭和年間修復东京孔廟汤岛圣堂，邀請四氏後裔十五名參與落成典禮與儒道大會；不過輿論認為，這是欲藉機將孔德成劫持到日本的手段。因此國民政府派中央人員、學者以官方名義率代表團出席，並改以曲阜明德中學校長孔昭潤、前曲阜縣財政局長顏振鴻作為聖裔代表。面對日本以儒家思想作為拉攏的手段，國民政府有意盡速將衍聖公等清朝世爵納入體系；由於「奉祀官」稱謂在明朝已經存在，最後根據叶楚伧等人意見，沿襲《崇聖典例》，決議將衍聖公、世襲五經博士改成奉祀官，依然世襲，與一般公務員不同。

### 奉祀官
民國二十四年（1935年），國民政府委任孔德成為特任大成至聖先師奉祀官，顏世鏞為復聖奉祀官、曾繁山為宗聖奉祀官、孟慶棠為亞聖奉祀官，後三位是簡任職級。6月，四人準備前往首都南京就職，先在山東省會济南市會合，受到熱烈歡迎，山東省政府主席韓復榘派員專門辦理赴京事宜。原本一行人因國民政府主席林森不在南京暫緩南下，不過代理行政院院長孔祥熙致電關切，便安排賑務常委趙新儒隨行，在7月6日上午10點16分搭乘津浦铁路平浦三〇五次列車出發，闻承烈、何思源等五百多人前去歡送；翌日上午8點整抵達南京浦口站，國民黨代表、南京市政府代表、四氏駐京宗親等一百多人前往迎接，然後坐輪船渡江，下榻於励志社，接受機關招待、接見訪客。奉祀官們在7月8日拜謁中山陵，隨後由陳立夫主持、戴傳賢監誓，在國府禮堂舉行宣誓就職典禮；同月16日晚上7點15分搭乘列車北上返回山東，除了有政府各部要員、知名人士七百多人前去道別，政府也派出軍樂隊歡送。
隨著日本在中国抗日战争中逐漸控制山東，孟慶棠稱病讓出繼的長子孟繁驥當家；根據後來日本記者的報導，孟繁驥稱母親已經在民國二十六年（1937年）過世、父親正臥床養病。隨後，孔德成奉令從曲阜撤退到重慶，由族叔孔令煜代理奉祀官事務，孟慶棠一家則決定留在鄒縣；日本一方面宣稱孔德成夫婦遭綁架、譴責「支那軍閥橫暴無殘」，一方面福榮真平率領的步兵第63聯隊入駐鄒縣，給予孟家「聖人後裔應有的尊敬與禮遇」。孟慶棠與孔令煜透過向日軍斡旋，以及應付社交、文化交流的應酬，利用日軍的尊孔政策，保全古蹟並在府邸收容、保護縣民；拜謁奉祀官府的日本人（軍人以及學者等民間人士）絡繹不絕，大多到府獻禮、捐款，並自帶宣纸請求賜書、賜字。例如，陸軍大佐田嶋榮次郎獲一幅孟慶棠書五言律诗田嶋司令雅囑；東京帝國大學教授高田眞治獲贈一份孟慶棠手書「山涛鑒物清於水，松雪能書妙如神」，借用竹林七贤以及元朝畫家趙孟頫的典故；北支那方面軍的小野榮太郎伍長拜見孟慶棠，讓孟府秘書王梓生寫一份《武林孟子考》送去給东京大学史料编纂所的渡邊世祐博士，認定江户时代的在日明朝人渡边士式是孟子後裔。
国民参政会在民國二十七年（1938年）召開，孟慶棠當選第一屆山東省国民参政会参政员；翌年，他將奉祀官等祭祀事務交由孟繁驥代理。孟慶棠在民國三十二年（1943年）一月十五日病逝，抗戰結束後，經孟氏宗親與孔德成向行政院呈報，孟繁驥才正式繼任亞聖奉祀官。

## 家庭
- 父：孟憲泗（1850年—1894年），字法魯，孟子七十二代孫；生於道光三十年三月初三丑時，卒於光绪十九年十二月初九巳時，享年四十四歲[1]。
- 母：魯氏（1852年—1928年），滕縣人，光祿寺署正魯鏡千長女，受封宜人；生於咸丰二年九月十八亥時，卒於民國十七年戊辰四月十七日亥時，享年七十八歲。